# Allan Roy Dafoe

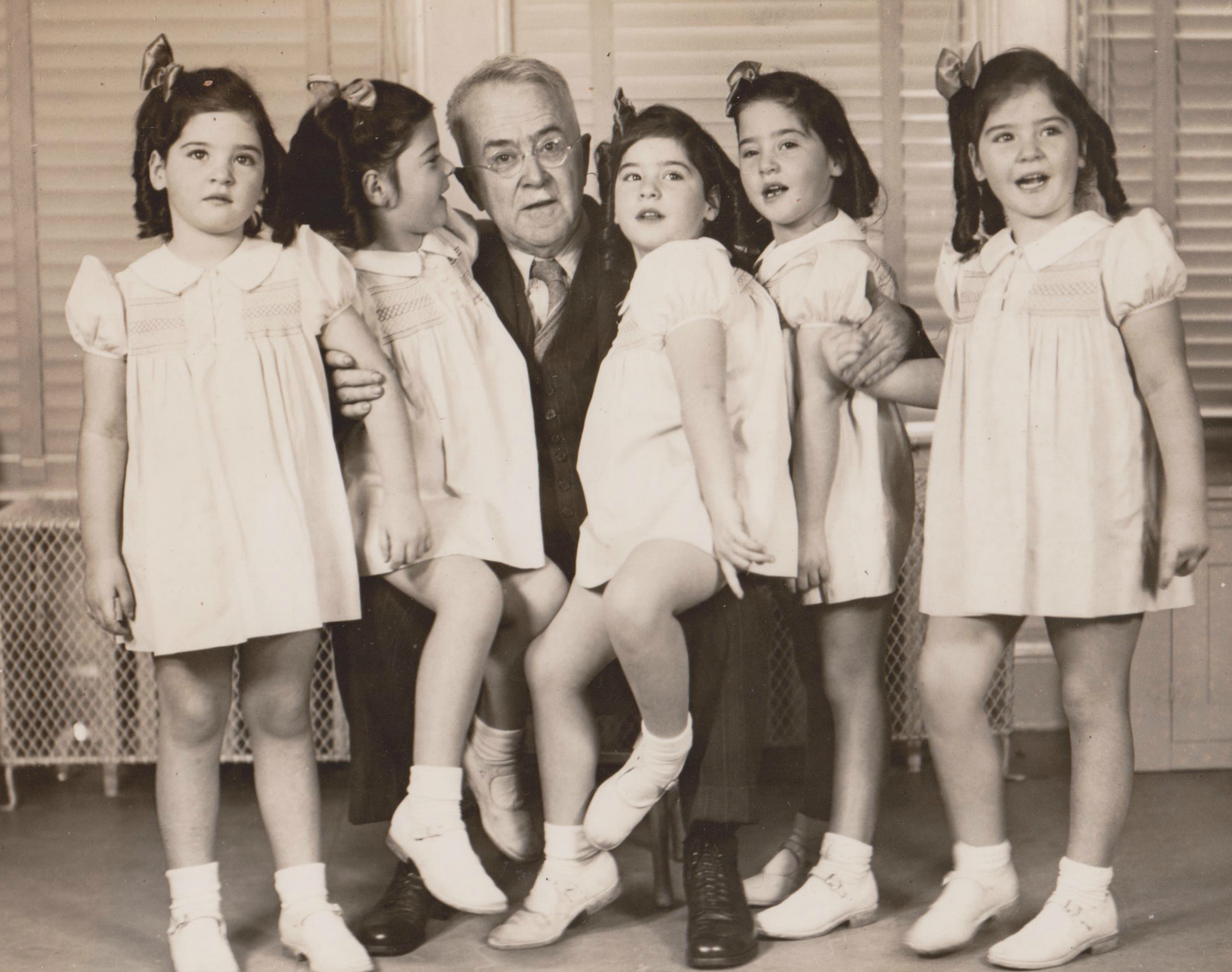
Allan Roy Dafoe und die Fünflinge

Doktor Allan Roy Dafoe (* 29. Mai 1883 in Madoc, Ontario; † 2. Juni 1943) war ein kanadischer Geburtshelfer und vor allem als Geburtshelfer der Dionne-Fünflinge, der ersten bekannten, überlebenden Fünflinge bekannt und wegen der Übernahme deren Sorgerechts.
Dafoe wurde in Madoc in Ontario als Sohn eines Arztes geboren. 1909 begann er in Callander zu arbeiten und verbrachte dort den Rest seines Lebens.
Am 28. Mai 1934 wurde er zur Geburt einer Mehrlingsgeburt der Familie Dionne gerufen, bei der sowohl die Kinder als auch die Mutter überlebten, was international als Sensation betrachtet wurde. Nachdem den Eltern das Sorgerecht entzogen wurde, und er sich fortan unter Vormundschaft um die Kinder kümmerte, erlangte er zunehmend Aufsehen in den Medien.
Reich wurde er, indem er die Kinder als Werbeträger für verschiedenste Produkte einsetzte und sie von der Regierung in einem Freizeitpark zur Schau stellen ließ, was erst positiv mit großem Interesse von der Öffentlichkeit beachtet, später jedoch stark kritisiert wurde.
Für seine Arbeit mit den Dionne-Fünflingen wurde er mit dem Order of the British Empire ausgezeichnet.
Er ist im Dokumentarfilm Five Times Five zu sehen.